# Porzana
Porzana  es un género de aves gruiformes de la familia Rallidae, conocidas vulgarmente como polluelas, gallinetas o burritos. El género tiene distribución global y contiene 13 especies vivas, y 4-5 recientemente extintas. Además, hay un buen número de spp. prehistóricas extintas, solo conocidas de fósiles o remanentes subfósiles.

## Especies vivas
Actualmente se reconocen 3 especies:
- Porzana porzana - polluela pintoja;
- Porzana fluminea - polluela australiana;
- Porzana carolina - polluela sora;

## Especies extintas
- Porzana palmeri (extinta en 1944)
- Porzana sandwichensis - polluela de Hawái (ca.1890)
- Porzana monasa - polluela de las Carolinas.(ca. fines del siglo XIX)
- Porzana nigra (ca. 1800) Notornis 35(4): 265
- Porzana astrictocarpus polluela de Santa Helena (principios del siglo XVI)
- Porzana ralphorum (prehistórica cuaternaria)
- Porzana severnsi (prehistórica cuaternaria)
- Porzana rua (prehistórica cuaternaria) Archaeol. Ocean. 30:47
- Porzana menehune polluela pinina (prehistórica cuaternaria)
- Porzana ziegleri (prehistórica cuaternaria)
- Porzana keplerorum (prehistórica cuaternaria)
- Porzana sp. polluela de Isla de Pascua (prehistórica cuaternaria)
- Porzana estramosi (Sajóvölgyi Mioceno ¿Medio? - Tardío de Hungría) Fol.Hist.Nat.Mus.Matraensis 23:22
- Porzana piercei (Shore Hills Pleistocen Tardío Bermuda, oeste Atlántico)
- Porzana cf. flaviventer (Bermuda, oeste Atlántico)

El fósil de Mediados del Pleistoceno  descrito como Porzana auffenbergi está hoy en Rallus.